# Bernardo de Montesa
Fray Bernardo de Montesa (†1472), sacerdote carmelita español, nacido hacia finales del siglo XIV en Calatayud. Siendo bastante joven, recibió en esta ciudad el hábito de carmelita, en la parroquia de San Pedro de los Francos.
Nicolás Antonio, en su "Bibliotheca hispana vetus", y Miguel Gómez Uriel en su "Bibliotecas antigua y nueva de Escritores Aragoneses de Latassa" (Zaragoza, 1885), le atribuyen las siguientes obras: Elucidationes in librum Joannis Patriarchas Jerosolimitani de Institutione Monachorum, y Commentaria in Libro de Quatuor Virtutibus Cardenalibus a D. Thoma (1458) y Explicationes in librum M. Fr. Philippi (Maestro Riboti), así como la traducción del toscano al español del libro De Moribus Politicis. También le adjudican Prov. Catal. Carmelit. de peculiaribus gestis Carmelitarum lib. 1, aunque si bien Nicolás Antonio duda de que Bernardo de Montesa haya sido el único autor de este último texto, señalando que en él también tuvo parte el propio Philippi Riboti. 
Desempeñó altos cargos en su orden, siendo prior del Convento del Carmen de Zaragoza, y llegando en 1472, su último año de vida, a ser vicario general de los conventos carmelitanos de España. A su muerte, era ya probablemente octogenario.